# Euderus ovativentris
Euderus ovativentris är en stekelart som först beskrevs av Girault 1924.  Euderus ovativentris ingår i släktet Euderus och familjen finglanssteklar. Inga underarter finns listade i Catalogue of Life.